# Řád republiky (Gambie)
Řád republiky nebo také Řád republiky Gambie (anglicky: Order of the Republic of the Gambia) je státní vyznamenání Gambijské republiky. Založen byl roku 1972.

## Historie a pravidla udílení
Řád byl založen roku 1972. Udílen je za mimořádné zásluhy ve službách státu a lidu občanům Gambie i cizím státním příslušníkům.
Řád je spravován kancléřem. Velmistrem řádu je úřadující prezident Gambie. Udílení vyznamenání je možné až poté, co úřadující prezident obdrží insignie velmistra řádu.

## Třídy
Řád je udílen v pěti řádných třídách a náleží k němu také záslužná medaile.
- velkokomtur (Grand Commander, GCRG) – Řádový odznak se nosí na široké stuze spadající z ramene na protilehlý bok. Řádová hvězda se nosí nalevo na hrudi.
- velkodůstojník (Grand Officer, GORG) – Řádový odznak se nosí na stuze kolem krku. Řádová hvězda se nosí nalevo na hrudi.
- komtur (Commander, CRG) – Řádový odznak se nosí na stuze kolem krku. Řádová hvězda této třídě již nenáleží.
- důstojník (Officer, ORG) – Řádový odznak se nosí zavěšený na stuze s rozetou nalevo na hrudi.
- člen (Member, MRG) – Řádový odznak se nosí zavěšený na stuze bez rozety nalevo na hrudi.
- medaile (Medal, RGM)

## Insignie
Řádový odznak má tvar pěticípého bíle smaltovaného kříže s rameny ve tvaru maltézských křížů. Ramena jsou navzájem spojena vavřínovým věncem. Uprostřed je kulatý barevně smaltovaný medailon zobrazující gambijskou vlajku. V případě vyšších tříd je kříž umístěn na zlaté hvězdě a ve středovém medailonu je kromě státní vlajky také zlatá sekera a motyka.
Řádová hvězda se skládá ze zlaté pěticípé hvězdy s cípy složenými z paprsků o různé délce. Všechny hroty drží dva zlatí lvi. Na hvězdě je položen řádový odznak I. třídy.
Stuha se skládá ze tří stejně širokých pruhů v barvě zelené, modré a červené. Jednotlivé pruhy jsou odděleny úzkými bílými proužky. Barevné provedení stuhy tak odpovídá barvám státní vlajky.